# 板橋区立板橋第六小学校
板橋区立板橋第六小学校（いたばしくりつ いたばしだいろくしょうがっこう）は東京都板橋区大山町にある公立小学校。

## 歴史
- 1933年（昭和8年）
  - 4月1日 - 東京府東京市板橋第六尋常小学校開校。
  - 5月22日 - 開校式挙行。
- 1936年（昭和11年）4月1日 - 学区域変更。板橋一小、板橋二小に320名分籍。
- 1938年（昭和13年）9月1日 - 学区域変更。板橋七小に476名分籍。
- 1941年（昭和16年）4月1日 - 国民学校令により、板橋第六国民学校と改称。
- 1943年（昭和18年）5月22日 - 創立10周年記念式典挙行。
- 1944年（昭和19年）
  - 5月23日 - 学区域変更。大谷口分校に135名分籍。
  - 8月12日 - 群馬県利根郡水上村湯原に集団疎開（1945年10月21日帰校）。
- 1947年（昭和22年）4月1日 - 学制改革により、板橋区立板橋第六小学校と改称。
- 1949年（昭和24年）10月1日 - 学区域変更。板橋九小に423名を、板橋十小に866名をそれぞれ分籍。
- 1953年（昭和28年）9月1日 - 学区域変更。大山小に596名分籍。
- 1958年（昭和33年）5月28日 - 創立25周年記念式典挙行。
- 1963年（昭和38年）
  - 5月22日 - 創立30周年記念式典挙行。
  - 8月24日 - 校舎改築工事始まる。
- 1967年（昭和42年）2月14日 - 体育館落成記念式挙行。
- 1968年（昭和43年）
  - 3月31日 - 校舎改築工事終わる。
  - 5月26日 - 創立35周年記念と校舎改築落成記念の両式典挙行。
  - 7月5日 - 屋上プール完成。
- 1973年（昭和48年）5月22日 - 創立40周年記念式典挙行。
- 1978年（昭和53年）5月22日 - 創立45周年記念式典挙行。
- 1983年（昭和58年）11月19日 - 創立50周年記念式典挙行。
- 1987年（昭和62年）2月5日 - 校舎校庭側サッシュ交換、プール改修工事完成。
- 1990年（平成2年）10月15日 - 校舎外壁および屋上改修工事終わる。
- 1993年（平成5年）12月4日 - 創立60周年記念式典挙行。
- 1994年（平成6年）8月28日 - 体育館暖房機設置。
- 1998年（平成10年）9月28日 - 耐震補強、備蓄倉庫、医療救護室（保健室）、ランチルームの各工事終わる。
- 1999年（平成11年）3月1日 - 創立65周年記念式典挙行。
- 2002年（平成14年）4月1日 - 日本語学級開設。
- 2003年（平成15年）11月29日 - 創立70周年記念式典挙行。
- 2012年（平成24年）10月31日 - プール改修工事終わる。
- 2013年（平成25年）11月24日 - 創立80周年記念式典挙行。
- 2023年（令和5年）12月2日 - 創立90周年記念式典挙行。

## 学区
- 大山町・大山金井町（47番～56番）・仲町（1番～3番、13番～24番）・大山東町（20番、56番～60番）・幸町（1番～10番）・大山西町（1番～4番）

## 周辺
- 社会福祉法人昭和会旭保育園 - 進学前保育園のひとつ。
- 国道254号
- 板橋区立板橋第二中学校

## 交通
- 国際興業バス「光01」・「光02」・「光04」・「池55」・「赤51」・「赤57」・「赤97」の各系統で、「第六小学校」バス停下車。
- 東武鉄道東上線大山駅から、徒歩約270m・約4分。